# Lista de primeiros-ministros das Baamas
O primeiro-ministro das Baamas é o chefe de governo da Comunidade das Baamas. O cargo é, desde 8 de maio de 2012, ocupado por Perry Christie.

## Lista de chefes de governo da colónia britânica das Baamas (1955–1973)

### Ministro Chefe das Ilhas Baamas (1955–1964)
| Nº | Presidente                | Presidente | Início do mandato | Fim do mandato       | Partido                |
| -- | ------------------------- | ---------- | ----------------- | -------------------- | ---------------------- |
| 1  | Roland Theodore Symonette |            | 1955              | 7 de janeiro de 1964 | Partido Unido Baamense |

### Premiersdas Ilhas Baamas (1964–1969)
| Nº | Presidente                | Presidente | Início do mandato     | Fim do mandato        | Partido                      |
| -- | ------------------------- | ---------- | --------------------- | --------------------- | ---------------------------- |
| 1  | Roland Theodore Symonette |            | 7 de janeiro de 1964  | 16 de janeiro de 1967 | Partido Unido Baamense       |
| 2  | Lynden Pindling           |            | 16 de janeiro de 1967 | 1969                  | Partido Liberal Progressista |

### Primeiros-ministros da Comunidade das Ilhas Baamas (1969–1973)
| Nº | Presidente      | Presidente | Início do mandato | Fim do mandato      | Partido                      |
| -- | --------------- | ---------- | ----------------- | ------------------- | ---------------------------- |
| 1  | Lynden Pindling |            | 1969              | 10 de julho de 1973 | Partido Liberal Progressista |

## Primeiros-ministros da Comunidade das Baamas (1973–atualidade)
| Nº  | Presidente      | Presidente | Início do mandato    | Fim do mandato       | Partido                      |
| --- | --------------- | ---------- | -------------------- | -------------------- | ---------------------------- |
| 1   | Lynden Pindling |            | 10 de julho de 1973  | 21 de agosto de 1992 | Partido Liberal Progressista |
| 2   | Hubert Ingraham |            | 21 de agosto de 1992 | 3 de maio de 2002    | Movimento Nacional Livre     |
| 3   | Perry Christie  |            | 3 de maio de 2002    | 4 de maio de 2007    | Partido Liberal Progressista |
| 4   | Hubert Ingraham |            | 4 de maio de 2007    | 8 de maio de 2012    | Movimento Nacional Livre     |
| (3) | Perry Christie  |            | 8 de maio de 2012    | Incumbente           | Partido Liberal Progressista |

### Vice-primeiros-ministros
- Frank Watson, 1992–2002
- Cynthia A. Pratt, 2002–2007
- Brent Symonette, 2007–2012
- Philip Davis, 2012–presente